# Roman Leibov
Roman Grigorievich Leibov (ros. Рома́н Григо́рьевич Ле́йбов, trb. Roman Grigorjewicz Lejbow; ur. 2 lipca 1963 w Kijowie) – estoński filolog, krytyk literacki i pisarz, a także jeden z pionierów rosyjskiego Internetu. Urodził się w Kijowie w USRR. Od 1980 mieszka w mieście Tartu w Estonii.